# Massacre de Sobane Da
Le massacre de Sobane Da — ou massacre de Sobane Kou — a lieu les 9 et 10 juin 2019, pendant la guerre du Mali.

## Contexte
Depuis 2017, dans la région de Mopti, au centre du Mali, des violences communautaires opposent les Dogons et les Bambaras aux Peuls, notamment après l'apparition dans cette région en 2015 de la katiba Macina, dirigée par le prédicateur peul Amadou Koufa,.
En 2019, les violences se poursuivent : au moins 160 civils peuls sont tués le 23 mars par des chasseurs dozos dogons dans un massacre à Ogossagou, près de Bankass. Le 6 juin, la MINUSMA affirme avoir recensé la mort d'au moins 250 civils depuis le début de l'année dans le centre du Mali. Selon la MINUSMA, entre janvier 2018 et mai 2019, au moins 91 violations des droits de l'Homme ayant fait au moins 488 morts et 110 blessés ont été commises par des chasseurs dogons et au moins 67 violations des droits de l'Homme à l'origine de 63 morts et 19 blessés ont été commises par des groupes d'autodéfense peuls,.

## Déroulement
Le soir du 9 juin 2019, des hommes armés arrivent aux abords de Sobane Da — aussi appelé Sobane Kou ou Sobame Da — un village dogon de 300 habitants situé dans la commune de Sangha, dans le Cercle de Bandiagara,,. Vers 17 heures, les habitants les aperçoivent en train d'encercler le village,, et se cachent dans leurs maisons, croyant alors à un vol de bétail, comme il y en avait eu dans cette même localité quelques jours plus tôt,,. Mais pendant la nuit, les hommes armés lancent l'attaque,,. Ils incendient les habitations et abattent tous ceux qui essayaient d'en sortir.
Les assaillants entrent dans le village au cri d'« Allahu akbar »,. Selon Ali Dolo, maire de Sangha, ils ont « brûlé vifs les habitants dans leurs maisons. Tous ceux qui ont tenté de fuir ont été abattus : femmes, vieillards, enfants, sans distinction ! ». D'après un rescapé, nommé Amadou Togo, « certains ont été égorgés et éventrés, des greniers et du bétail ont été brûlés. Personne n'a été épargné : femmes, enfants et vieilles personnes »,. Selon lui les assaillants étaient une cinquantaine, « lourdement armés, venus à bord de motos et de camionnettes ». Pour le général Sidi Alassane Touré, gouverneur de la région de Mopti, ils étaient une vingtaine. Dans son rapport du 9 août 2019, la MINUSMA fait quant à elle état d'une quarantaine d'assaillants. Ceux-ci repartent vers minuit ou trois heures du matin en emportant avec eux des moutons et des bœufs,,.
L'armée malienne arrive sur place dans la matinée, après les tueries,, alors que le poste militaire le plus proche ne se trouvait qu'à une vingtaine de kilomètres, à Diankabou. Selon le maire Ali Dolo, seulement 50 survivants sur les 300 habitants du village sont retrouvés le jour même.

## Bilan humain
Dans la journée du 10 juin, un élu de la commune de Koundou déclare anonymement à l'AFP que 95 corps, calcinés, ont été retrouvés, mais que les recherches se poursuivent. Une source sécuritaire malienne de l'AFP donne un bilan identique et indique que le village a été « quasiment rasé ». Le ministère malien de la Défense, le poste de sécurité de Diankabou et le maire de Sangha confirment la découverte de 95 corps et annoncent que 19 personnes sont portées disparues,. Le maire indique également le 11 juin que 108 personnes sont revenues, sur les 300 que comptait le village, et ont été installées dans une école de Koundou, le village voisin.
Cependant le bilan humain est ensuite revu à la baisse par les autorités maliennes. Le soir du 10 juin, le gouverneur de la région de Mopti, le général Sidi Alassane Touré, annonce après s'être rendu à Sobane Da que 11 adultes et 24 enfants ont été victimes de l'attaque : « Avec les éléments de la protection civile, nous avons minutieusement fouillé, et nous avons sorti 35 corps et nous avons procédé à l'inhumation de ces 35 corps ». Le 11 juin, une mission des enquêteurs ramène également le bilan de 95 à 35 morts. Le gouvernement déclare dans un communiqué que : « Ce nombre résulte d’un décompte minutieux effectué par une équipe constituée d’éléments de la protection civile, de médecins légistes, du procureur général de Mopti ». Il explique le bilan précédent de 95 morts en affirmant que le chef du village de Sobane « a témoigné que cela correspondait aux morts et disparus combinés. Il ressort des premières investigations menées sur le terrain qu’une centaine de femmes se seraient aussi réfugiées dans le village de Koundo ».
Mais le maire de Sangha, Ali Dolo, présent lors de la mission des militaires, maintient le précédent bilan de 95 morts en affirmant que le gouverneur n'a comptabilisé que les corps entiers, alors que certains ont été réduits en cendres,,,. Il affirme avoir fait le décompte avec les survivants pour savoir qui était dans chaque case et accuse les autorités gouvernementales de vouloir minimiser l'attaque. À la mi-juillet, les autorités communales actualisent leur bilan et affirment désormais que 101 personnes, dont une soixantaine de femmes et d'enfants, ont trouvé la mort pendant le massacre,.

## Revendication
L'identité et les motivations des assaillants ne sont pas connues. Plusieurs habitants du village imputent l'attaque à des Peuls, venus de localités voisines. L'attaque n'est revendiquée par aucun groupe,. Les autorités maliennes demeurent prudentes et indiquent dans un communiqué que les auteurs des tueries seraient « des hommes armés, soupçonnés d'être des terroristes »,. Des soupçons se portent sur les djihadistes de la katiba Macina. Le village de Sobane Da est également à majorité catholique. 
Pour le chercheur malien Ousmane Diallo : « Le mode d'opération - hommes à moto, référence à Dieu lorsqu'ils sont arrivés... - indique effectivement qu'ils ont utilisé des méthodes jihadistes. [...] Les jihadistes ont-ils monté l'opération pour attiser les conflits intercommunautaires ? Ont-ils voulu se venger ? ».
Pour le journaliste Adam Thiam : « La piste de la vengeance Ogossagou est soutenue par le fait que Sobane relève de l’une des communes qui fournissent le plus de troupes à la milice dogon Dan Nan Ambassagou. Il est très exposé parce qu’il est situé dans la plaine, contrairement à l’habitat dogon qui est dans le contrefort des rochers. Et la piste de l’État islamique s’appuie sur le fait que Sobane est majoritairement catholique. L’attaquer peut inaugurer un cycle. Nous sommes dans le bassin non musulman du plateau Dogon, avec une majorité de chrétiens et d’animistes. Il serait naïf de croire que cela n’est pas possible au Mali où Daesh a déjà pris pied avec les ex-Mujao Abou Walid Sahraoui et Abdel Hakim, implantés seulement à quelques centaines de kilomètres du plateau Dogon ».
Le 9 août 2019, la division des droits de l'homme de la MINUSMA publie son rapport d'enquête sur le massacre de Sobane Da. Les auteurs de l'attaque sont identifiées par des témoins comme étant des jeunes Peuls d'un village avoisinant appartenant à un groupe d'auto-défense. Les enquêteurs n'établissent pas d'affiliation entre les assaillants et « un quelconque groupe armé extrémiste ». Ils excluent un mobile religieux à l'attaque, en avançant que l'église du village et des maisons marquées d'une croix ont été épargnées. L'enquête conclut que la tuerie s'inscrit dans une spirale de violences inter-communautaires. 

## Réactions
Mahamat Saleh Annadif, le représentant spécial de la MINUSMA, parle d'« un choc, une tragédie » et d'un « acte d'une barbarie inqualifiable » : « Dans cette spirale de la violence, il n'y a pas les méchants d'un côté et les gentils de l'autre. Tout le monde est responsable. Le seuil de l'intolérable est atteint et le temps d'un sursaut national s'impose ». Le secrétaire général de l'ONU, António Guterres, condamne également l'attaque et appelle les protagonistes à la « retenue » et à « s'abstenir de représailles ». Il « exhorte le gouvernement et tous les acteurs à engager un dialogue intercommunautaire pour résoudre les tensions et les différends ».
Le premier ministre malien Boubou Cissé se rend à Sobane Da le 11 juin. Le 13 juin, le président malien Ibrahim Boubacar Keïta arrive à son tour au village et se recueille devant la fosse commune, accompagnée par l'archevêque de Bamako, Monseigneur Jean Zerbo. Dans son discours, il appelle à ne pas commettre d'« actes de vengeances » et conteste qu'un « conflit inter-ethnique » soit en cours dans le centre du Mali. Le même jour, il déclare un deuil national de trois jours et limoge le gouverneur de la région de Mopti, le général Sidi Alassane Touré.
L'association des chasseurs dogons de Dan Na Ambassagou déclare avoir « constaté avec beaucoup d’indignation l’attaque barbare et ignoble commise sur le village de Sobane » et « condamne avec la dernière énergie cet acte terroriste et génocidaire intolérable ». Elle affirme considérer l'attaque de Sobanou-Kou « comme une déclaration de guerre » : « Il est désormais établi que ni l’État, ni la communauté internationale ne s’intéressent à la vie des populations meurtries depuis bientôt cinq ans. [...] La lutte pour la sauvegarde de la dignité et de la liberté du Pays Dogon est ouverte. Nous sommes désormais résolus à verser notre sang pour la dignité humaine ». Mahamat Saleh Annadif réagit alors au siège des Nations-Unies, à New-York : « Je viens de faire un communiqué et dans ce communiqué, j’ai mis en garde cette milice. Je lui ai dit que nous ne tolérerons jamais cet appel à la violence. Et nous les mettons en garde. Nous sommes présents sur le terrain, nous avons déjà pris des mesures pour qu’il n’y ait pas de représailles. Mais le risque existe. Il y a des risques réels. Il y a des risques de représailles, c’est clair. La guerre civile, c’est quoi ? La guerre civile, c’est quand des communautés s’entretuent. Il faut tout faire pour l’éviter. C’est pour cela que j’ai dit que le seuil de l’intolérable est atteint. Il faut l’arrêter ».
À l'international, l'attaque est également condamnée par le président sénégalais Macky Sall et par le ministre français des Affaires étrangères Jean-Yves Le Drian. 

## Vidéographie
- [vidéo] Sobame Da après la tuerie, AFP, 12 juin 2019.